# Scomberesox simulans
Scomberesox simulans är en fiskart som först beskrevs av Hubbs och Wisner, 1980.  Scomberesox simulans ingår i släktet Scomberesox och familjen makrillgäddefiskar. Inga underarter finns listade i Catalogue of Life.